# Grethe Rottböll
Grethe Inga Rottböll Sund, född Rottböll, ursprungligen Poulsen, född 11 februari 1956 i Göteborg, är en svensk-dansk sångerska och författare. Hon bor och verkar i Sverige och skriver böcker för vuxna, barn och ungdomar. Under bland annat 1990-talet verkade hon som sångerska (mezzosopran) i operor och operetter. Rottböll var mellan 2018 och 2024 ordförande för Sveriges Författarförbund.

## Biografi

### Tidiga år och tidigt författande
Grethe Rottböll växte upp i en familj där alla sjöng. Hon förlorade båda sina föräldrar i tidig ålder varför hon antog sin fars danska släktnamn Rottböll. Föräldrarnas död ledde också till att hon parallellt med sångstudierna debuterade på Norstedts 1981 med romanen Att vara Emilia. Dessförinnan hade hon 1979 flyttat till Stockholm.
1988 återkom Rottböll med romanen Rosenodlaren.

### Sång- och teaterkarriär
Under många år ägnade sig Rottböll huvudsakligen åt sången och hon skaffade sig en sångutbildning. Rottböll har bland annat sjungit i "Cherubin" i Figaros Bröllop, "prins Orlovskij" i Läderlappen, "Orfeus" i Glucks opera Orfeus och Eurydike samt bidragit med ett flertal altsolon i oratorier runt om i Sverige. Hon har också konserterat flitigt med pianisten Håkan Sund. Tillsammans med Sund har hon bland annat skrivit sångspelet Mäster Wolfgang samt andra stycken för manskör och blandad kör utgivna på Gehrmans och Warners.
I Bergslagen startade Grethe Rottböll och hennes man Håkan Sund den ambulerande operaensemblen Bergslagsoperan, där hon både syntes och hördes på scen samt arbetade med tillverkning av scenkläder och scenografi. Under dessa år gjorde hon flera hundra konserter runt Sverige.

### Återkomst till författandet
Under 00-talet återkom hon med bokproduktioner för en yngre publik. Grethe Rottböll har bland annat skrivit ett antal faktaböcker om djur och natur. Hon har dessutom författat minst två böcker om pojken Ole, där bokillustrationerna är av Anna-Karin Garhamn. Dessutom har hon producerat faktaböcker som omkring ämnen som sång, retorik, teater, cirkus, trafik och drakar. Med illustrationer av Lisen Adbåge har Rottböll skrivit bokserien om tio vilda hästar. Där är rim och ramsor bärande inslag. En bok i ett helt annat ämne är Jon har ett svart hål i sitt röda hjärta från 2013 (illustrationer av Emma Virke). Denna inkännande skildring om döden har små barn som tilltänkt läsekrets.
Grethe Rottböll har även skrivit noveller för radio, bland annat utifrån sina erfarenheter som sångerska.

### Andra aktiviteter
I maj 2018 valdes Rottböll till ordförande i Sveriges Författarförbund. Hon efterträdde Gunnar Ardelius. 2024 lämnade hon posten och efterträddes av Anja Gatu.

## Utmärkelser
2004 vann Rottböll och Jeanette Milde det svenska priset i den nordiska barnbokstävlingen med boken Hitteboken. Priset togs emot under italienska barnboksmässan i Bologna. 2013 vann Rottböll första pris i Bokjuryn med bilderboken Hästfesten.